# Homalomena havilandii
Homalomena havilandii är en kallaväxtart som beskrevs av Henry Nicholas Ridley. Homalomena havilandii ingår i släktet Homalomena och familjen kallaväxter. Inga underarter finns listade.